# A Taste for Passion
A Taste for Passion (al español Gusto por la Pasión, carátula) es un álbum del violinista de jazz fusion Jean-Luc Ponty. Grabado en Los Ángeles en 1979 y lanzado el mismo año bajo el sello Atlantic Records. Es la primera grabación en que Ponty utiliza un violín Barcus-Berry de cinco cuerdas.

## Lista de canciones
1. "Stay with Me" – 5:35
2. "Sunset Drive" – 5:45
3. "Dreamy Eyes" – 4:18
4. "Beach Girl" – 4:56
5. "Taste for Passion" – 5:22
6. "Life Cycles" – 5:45
7. "Reminiscence" – 1:26
8. "Give Us a Chance" – 3:02
9. "Obsession" – 0:40
10. "Farewell" – 3:06

## Personal
- Jean-Luc Ponty – violín Barcus-Berry de cinco cuerdas
- Jamie Glaser – guitarra eléctrica
- Joaquín Lievano – guitarra eléctrica, guitarra acústica
- Allan Zavod – teclados
- Ralphe Armstrong – bajo
- Casey Scheuerell – batería, percusión

- Datos: Q4659990